# Újvidéki Athletikai Club
Il Újvidéki Athletikai Club (abbreviato in UAC), che dal 1920 al 1941 si è chiamato Novosadski Atletski Klub (NAK), è stata una squadra di calcio jugoslava e dal 1941 al 1944 ungherese, con sede a Novi Sad.

## Storia
La squadra venne fondata nel 1910 a Novi Sad, all'epoca parte dell'Impero austro-ungarico, dalla locale comunità magiara con il nome "Újvidéki Athletikai Club". Dal 1911 al 1914 giocò nella serie cadetta magiara. Nel novembre 1918 Novi Sad venne occupata dalle truppe serbe ed annessa allo Stato degli Sloveni, dei Croati e dei Serbi, che diverrà poi il Regno di Jugoslavia.
Il club, che nel 1920 venne rinominato "Novosadski Atletski Klub", venne inserito nel campionato jugoslavo. Nella stagione 1935-1936 il NAK raggiunse la semifinale del massimo campionato jugoslavo, persa contro lo Slavija.
Nel 1941 la Jugoslavia venne invasa dalle truppe dell'Asse e Novi Sad venne annessa all'Ungheria. Il NAK riassunse la denominazione in lingua ungherese, e la squadra venne ammessa alla massima divisione magiara a partire dalla stagione 1941-1942, chiusa al dodicesimo posto.
Nella stagione 1943-1944, terza ed ultima giocata nel campionato magiaro, l'UAC ottenne il suo miglior piazzamento ovvero il sesto posto finale.
Nell'ottobre 1944 la città di Novi Sad venne riconquistata dalle forze jugoslave e l'UAC venne sciolto dalle autorità della nascente Repubblica Socialista Federale di Jugoslavia l'anno seguente.

## Palmarès

### Competizioni regionali
- Novosadski loptački podsavez: 4

1930-1931, 1932-1933, 1933-1934, 1935-1936